# 深澤幸太
深澤 幸太（ふかざわ こうた、1973年11月24日 - ）は、日本の俳優。妻は脚本家の深澤浩子。

## 出演作品

### 映画
- もののけ姫（1997年）　原作・脚本・監督：宮崎駿(制作：スタジオジブリ)
- オールヌード（2013年）脚本・監督：夏目大一朗
- ボインのお宿　熟女大宴会！（2016年）監督：加藤義一　脚本：深澤浩子
- 巨乳OLと美乳人妻〜北へ向かう女たち〜（2016年）監督：加藤義一  脚本：深澤浩子
- 聖なるボイン もみもみ懺悔室（2016年）監督：加藤義一 脚本：深澤浩子
- まぶしい情愛　抜かないで…（2017年）監督：竹洞哲也　脚本：当方ボーカル　深澤浩子

### オリジナルビデオ
- 聖ミカエラ学園漂流記-実写版-（1995年）　原作・脚本・監督：高取英（制作：ツインズ）
- ぞくり‐怪談夜話　呪われた八編‐（2014年）監督：夏目大一朗・加治屋彰人(制作：十影堂エンターテイメント）
- ぞくり‐怪談夜話　七人の呪われた少女たち‐（2014年）監督：夏目大一朗(制作：十影堂エンターテイメント）
- リアルお医者さまごっこ（2015年）監督：夏目大一朗

### テレビドラマ
- 世にも奇妙な物語 冬の特別編『熊の木本線』（1996年）　原作・筒井康隆
- 心霊呪殺 死返し編（2017年、エンタメーテレ）奥村刑事役

### 舞台
- 月蝕歌劇団「邪宗門」（1993年）　作：寺山修司　演出：高取英
- 月蝕歌劇団「翼なき人力飛行機 ドラえもんを知らない子供たち」（1994年）　作・演出：高取英
- 月蝕歌劇団「女神ワルキューレ海底行」（1994年）
- 月蝕歌劇団「聖ミカエラ学園漂流記III　義経・ジンギス汗篇」（1995年）　作・演出：高取英
- 月蝕歌劇団「ドグラ・マグラ」（1995年）　原作：夢野久作　脚色・演出：高取英
- 劇団銅鑼「俺たちの甲子園」（1995年）
- 演劇レーベルBö-tanz 第14回公演「Sterile」（1998年）
- 演劇レーベルBö-tanz 第15回公演「老いたる時間」（1999年）
- B-TM 第1回公演「終末の庭に眠る君」（1999年）作・演出：深澤幸太
- 演劇レーベルBö-tanz 第16回公演「From Under the Junk Metal 2nd ed」（2000年）
- 演劇レーベルBö-tanz 第17回公演「東仲町商店街定在波」（2000年）
- 演劇レーベルBö-tanz 第18回公演「A FAREWELL TO GERMS」（2001年）
- 演劇レーベルBö-tanz 第19回公演「ステリル〜地下都市の発生学」（2002年）
- 演劇レーベルBö-tanz 第20回公演「ビリディアンの迷宮」（2002年）
- 演劇レーベルBö-tanz 番外公演「老いたる時間－limited edition－」（2002年）
- 劇団笑人料理 第1回公演「コックと泥棒とYシャツと王様と私」（2008年）
- 劇団可燃物 第20回公演「ダジャレボーイ×下水ガール」（2009年）作・演出：浅川美也
- 劇団可燃物 第21回公演「月に歩けば」（2010年）作・演出：浅川美也
- 劇団可燃物 第22回公演「サンタが家にやってくる〜リサイクル2010再生率69%〜」（2010年）作・演出：浅川美也
- 劇団可燃物 第25回公演「月に歩けば －リサイクル2013 再生率72%－」（2013年）作・演出：浅川美也
- 劇団可燃物 公演「サンタが家にやってくる2024」（2024年）作：浅川美也　潤色：深澤浩子　演出：劇団可燃物